# 沈懿
沈懿（英語：Shen Yi；1983年9月25日），臺灣饒舌男歌手、音樂家、製作人、演員、Youtuber。
沈懿是台灣早期嘻哈饒舌代表性歌手，擅長快嘴、吼腔等具爆發力的饒舌技巧，音樂創作風格多為Hip-hop、Rock、HardChord為主，開始活躍年代稍晚於熱狗（MC Hotdog）、大支，與蛋堡（杜振熙）大約同時期，曾加入團體「DGB貧民區兄弟」、「三合院」、「南征北戰NZBZ」。現今以個人方式進行演藝活動，其代表作為2008年創作及演唱周杰倫電影《功夫灌籃》中的插曲《戰舞》。
2015年12月31日加盟「唯有音樂OnlyMusic」後，參加大陸網路影視平台「愛奇藝」所製作節目之《中國有嘻哈》(The Rap of China)在節目中海選遭淘汰後又向製作人吳亦凡要求第二次評選，而二度評選時的FreeStyle的節拍表現欠佳，遭到吳亦凡的二度淘汰，但獨具特色的即興歌詞引來大量的網友討論以及二次創作，受網友封為「不服氣哥」、「Wi-Fi哥」等稱號，更因此帶動節目受關注的程度，並與節目參賽者徐真真、TY 被網友共同封為節目三大尷尬哥，而沈懿在節目中的即興歌詞:「不好意思我真的是不服氣」、「我要一拳的把所有事情砸碎」、「我現在開始要找我的Wi-Fi了」、「我的饒舌就是硬氣」等，則在節目播出後，被台灣知名網紅「WackyBoy反骨男孩」拍攝影片模仿，隨即又掀起一波沈懿名句模仿熱潮，2018年推出個人首張專輯《硬氣》將赴陸參賽心境創作成音樂作品。

## 簡歷

### 接觸嘻哈早期 2000年~2001年
2000年沈懿就讀「西松高中」時期受到台灣嘻哈始祖L.A. Boyz、饒舌天王Eminem(阿姆)、芝加哥快嘴饒舌Twista、武當派狂野饒舌ODB、哈扣饒舌代表DMX啟蒙，開始進行饒舌創作及表演活動，並組成「DGB貧民區兄弟」成員包括WARREN(沈自強）以及後來加入「鐵竹堂」的JASON(王威登)。
2001年沈懿開始嶄露頭角並獲得哈狗幫演場會開場演出機會。

### 團體三合院時期 2002年~2007年
2002年加入由羊尾Young Way所成立的台灣早期嘻哈團體——「三合院」，團員包括 : 阿佑（AYO）、瑪荳（Mado)，期間較具代表性的作品有《Put ur hands up》、《拓荒者》、《失落的故事》、《TO U》、《快不快樂》、《無憂無慮》、《徬徨》、《Rainny Day》。
2003年發表作品包括 「衛視中文台」電視劇《阿撒布魯一號》片頭片尾曲、「中信鯨」棒球隊隊歌《嗆聲》、東橘軟體所發行之《PLUR》。
2004年「三合院」作品於台灣各大電信商來電答鈴上架。2005年「三合院」與舊金山饒舌歌手群合作跨國專輯《Bay To Taiwan》，並於同年演唱「微軟」年度反盜版歌曲《創意的價值》。
2006年沈懿作品《戰鼓》、《為這一刻醉》收錄於《秘密基地》台灣嘻哈合輯，《TO U》收錄於酒商「可樂娜Corona」 & 夜店「LUXY」聯名合輯， 同年演唱並且製作「中華電信」XUITE’MAS聖誕專輯、「全民健保」年度主題曲，該年則是沈懿作品產量較多的一年，在現場演出方面，沈懿也在此時開始在台北知名夜店「ROOM18」擔任駐場Party MC以及在嘻哈教母蜜西·艾莉特全球演唱會擔任台灣站開場表演。
2007年沈懿個人作品《站起來》收錄於「台北新生命小組教會」《遇見》專輯，商業作品方面，沈懿為「NIKE」全國街頭籃球賽演唱並製作單曲《我的籃球由街頭打造》並演唱「英特爾Intel」、「COMPAQ」電腦的廣告歌曲，在現場演出方面，沈懿開始擔任桃園知名夜店「KILA」與台北知名夜店「RC」駐場Party MC，同年「三合院」成員因各有生涯規劃緣故休團。

### 個人發展時期 2008年~2010年
2008年是沈懿生涯發展最重要的年份之一，該年沈懿創作並演唱周杰倫電影《功夫灌籃》(大灌籃)插曲《戰舞》旋即獲得極大迴響成功打開知名度，成為其生涯代表作之一，並在同年跨刀演唱偶像團體「Energy」團長葉乃文(牛奶)個人專輯《舞是刀》同名主打《舞是刀》，以及獲「可米偶像劇」 《終極三國》邀請演唱劇中插曲《馬超他媽的炒馬麵》收錄於電視原聲帶《三國鼎立super大鬥陣演唱》、創作演唱「中視」年度武俠喜劇《江湖.COM》片頭主題曲《江湖遊戲》，也參與明星合唱歌曲《伸出手》收錄於新生命公益專輯《希望》，在商業作品方面沈懿創作了「YAHOO!雅虎奇摩」年度形象廣告《變身校長篇》的廣告配樂。
2009年沈懿於台北夜店LUXY舉辦個人首次演唱會《懿正懿邪》後入伍服義務役，該年度無作品發表。
2010年沈懿退伍後回歸幕前工作，與女歌手吳婕新合作發表單曲《愛與熱情》，並為台北市「萬華區公所」製作及演唱《艋舺之歌》萬華健康城市版，同年於「器官捐贈協會」所製作的公益戲劇《生命交叉點》 參與戲劇演出。

### 團體南征北戰NZBZ時期 2010年~2012年
2010年沈懿前往中國大陸發展加入嘻哈團體「南征北戰NZBZ」，成員包括汀洋(FK Moses)、 醉人(Brass Face)、 中国黑人(Lordmo R)、 杨波(Iceflow)、 Paul和Ali，期間參與演唱並發表的作品包括《我們》、《鳳凰或流氓》、《上帝保佑》、《你管我：南方的天空》、《 生命的疑問》、《前半生》、《男孩女孩》、《Shake ya body》、《 Let’s get hight》、《 南征北戰》、《微笑》其中部分作品收錄於「南征北戰NZBZ」合輯《遺失的聲音》，個人作品部分也於同年發表單曲《天上星星不說話》 Ft. 幼稚園殺手。
2011年沈懿回台後也開啟另一波作品發表高峰，並且再度參與電影音樂創作，在由九把刀原著，曾志偉監製，蕭敬騰、麻吉大哥黃立成所主演電影的《殺手歐陽盆栽》中擔任電影配樂創作以及演唱其中兩首主題曲《挺檳榔》、《金門高粱》，並在「鄧麗君基金會」所舉辦的「第一屆鄧麗君改編創作歌唱大賽」中以作品《你怎麼說》獲得冠軍，並於該年的「高雄春天藝術節」台灣戲劇表演家《三口組之建國大夢》舞台劇作品中創作及演唱主題曲 《猴子大夢》。
2012年「南征北戰NZBZ」在中國大陸嘻哈圈中開啟知名度後，隨即參與了「華誼兄弟」電影《太極之從零開始》MV演出，而後沈懿因與「南征北戰NZBZ」後來所屬「北京大藏唱片」公司未達成合約共識而與部分成員正式宣布離開團體，「南征北戰NZBZ」往後以汀洋(FK Moses)、 醉人(Brass Face)、 中国黑人(Lordmo R)三人組合形式活動，沈懿正式回台發展後加盟「跨界國際整合行銷公司」並且於該年參加大型音樂比賽「台灣大哥大」 MYFONE 行動創意大獎獲得音樂組第三名。

### 轉型音樂製作人與饒舌教學時期 2013年~2015年
2013年沈懿脫離團體後演藝活動暫緩，該年度僅發表與台灣伊甸基金會「慢飛天使」微電影合作的主題曲《慢慢飛》。據「ETtoday新聞雲」媒體報導期間曾轉行至台北「Att 4 FUN」百貨公司擔任女裝銷售員。
2014年沈懿與前經紀公司「跨界國際整合行銷公司」因無實質發展而提前解約。經由TPI創辦人F.I.R.飛兒樂團吉他手阿沁邀請開始於「TPI台灣練習生」學校中進行饒舌教學工作，並恢復出現於各大表演活動中，包括「第十五屆貢寮國際海洋音樂祭」、「2014臺灣國際衝浪公開賽」、「2014臺灣國際熱氣球嘉年華」、「惡世紀搖滾演唱會」。
2015年12月31日正式加盟「唯有音樂OnlyMusic」，與「華文創」合作OPEN小將電影《OPEN!OPEN!》 創作並與歌手劉學甫共同演唱電影主題曲《恆星》，在商業作品部分，創作包括演唱桂冠燕麥飲廣告歌曲《WA！HA！OH！AH！》以及擔任台灣之星X曲家瑞聯名EP作品製作人，收錄曲目包括《挑戰曲》、《青春加油曲》、《GO堅持曲》同年赴陸參與錄製河北衛視電視節目《大兵小將》 以及擔任中國好聲音第四季第二名陳梓童的饒舌 指導老師開啟生涯第二波大陸發展契機，現場演出方面也參與了「2015台南夏日音樂節-將軍吼」演出並與女歌手蔡幸芳共同演唱同名活動主題曲《將軍吼》。

### 參加大陸選秀節目時期 2016年~2017年
2016年參加由大陸中央電視台綜藝頻道（CCTV-3）播出的華語原創音樂選秀節目《中國好歌曲第三季》出現於第五期節目中演唱創作曲《大鬧天宮》，獲得四名導師中的陶喆、羽泉青睞，最後沈懿選擇加入羽泉「巨匠戰隊」進入下一輪比賽。同年十月參加由大陸「東方衛視」播出的原創音樂素人挑戰節目《天籟之戰第一季》於第七期節目中，挑戰超高人氣的固定明星導師華晨宇(花花)演唱改編版的自創曲《大鬧天宮》，現場觀眾投票成績以271比331遭華晨宇(花花)擊敗而失去晉級下一輪的機會。
2017年參加大陸網路影視平台「愛奇藝」所製作節目之《中國有嘻哈》(The Rap of China)於第二期預告及正式節目中登場，沈懿在海選中面對製作人吳亦凡的清唱審查遭到淘汰，之後又向吳亦凡表示對判決表示不服氣要求再次評選，而二度評選時吳亦凡認為FreeStyle的節拍表現欠佳，遭到吳亦凡的二度淘汰，但獨具特色的即興歌詞引來大量的網友討論以及二次創作，受網友封為「不服氣哥」、「Wi-Fi哥」等稱號，更因此帶動節目受關注的程度，並與節目參賽者徐真真、TY 、BCW被網友共同封為節目四大尷尬哥，而沈懿在節目中的即興歌詞:「不好意思我真的是不服氣」、「我要一拳的把你老師砸碎」、「我現在開始要找我的Wi-Fi了」、「我的饒舌就是硬氣」等，則在節目播出後，被台灣知名網紅「WackyBoy反骨男孩」拍攝影片模仿，隨即又掀起一波沈懿名句模仿熱潮。

### 發行個人首張專輯 2018年~至今
2018年推出個人首張專輯《硬氣》將赴陸參賽心境創作成音樂作品，5月11日推出首波主打作品《砸碎One Punch Crash》並同時釋出MV。

## 演出作品

### 綜藝節目
- 2015年：《大兵小將》
- 2016年：《中國好歌曲第三季》
- 2016年：《天籟之戰第一季》
- 2017年：《中國有嘻哈》